# Neopromachus muticus
Neopromachus muticus är en insektsart som först beskrevs av Brunner von Wattenwyl 1907.  Neopromachus muticus ingår i släktet Neopromachus och familjen Phasmatidae. Inga underarter finns listade i Catalogue of Life.